# Steve Evans - Van der Harten
Steve Evans - Van der Harten né le 24 juillet 1967 en Cornouailles en Angleterre est un musicien, auteur-compositeur et chanteur anglo-néerlandais.
Il est le chanteur et le principal auteur des chansons du groupe Omnia.
Il est marié à Jennifer Evans - Van der Harten (Il utilise le nom de son épouse également).

## Opinions
Depuis 2020 et la pandémie de Covid-19, Steve a attiré l'attention en postant sur son blog beaucoup de messages relayant des théories du complot,,,,. À l'occasion du vingtième anniversaire des attentats du 11 septembre 2001, il a relayé des théories sur le nouvel ordre mondial. D'autres théories ont été relayées dans différents posts, comme celle des chemtrails, ou le fait que les responsables politiques de grandes nations mentent sur le genre de leurs épouses et/ou procèdent à des viols en réunion d'enfants. 
Dans un même article du 25 avril 2024, Steve parle « d'invasion migratoire », fait preuve de climatoscepticisme, suggère que quelques familles juives contrôleraient l'ensemble des flux monétaires mondiaux, remet en cause la véracité de certains faits à propos de la Shoah et la Seconde Guerre mondiale, et évoque l'éventuelle castration chimique et transition de genre forcées des enfants.